# Boniface Nduka
Boniface Nduka (født 15. februar 1996) er en japansk fodboldspiller, som spiller for den japanske fodboldklub Mito HollyHock.